# Поста (Ријети)
Поста (итал. Posta) је насеље у Италији у округу Ријети, региону Лацио.
Према процени из 2011. у насељу је живело 235 становника. Насеље се налази на надморској висини од 726 м.

## Становништво
Према резултатима пописа становништва 2011. у општини је живело 686 становника.
| 1931. | 1936. | 1951. | 1961. | 1971. | 1981. | 1991. | 2001. | 2011. |
| ----- | ----- | ----- | ----- | ----- | ----- | ----- | ----- | ----- |
| 2.427 | 2.185 | 1.919 | 1.514 | 1.202 | 1.056 | 919   | 824   | 686   |